# Samogitios
Los samogitios (lituano: Žemaičiai, samogitiano: Žemaitē, letón: žemaiši) o samogitianos son un pueblo de etnia lituana que habitan en la región de Samogitia, Lituania. Muchos hablan el dialecto lituano samogitiano.

## Historia
Los samogitios paganos vivieron en el oeste de Lituania y estaban emparentados con los semigalianos. Fueron de los últimos clanes tribales en aceptar la conversión al cristianismo en Europa.
Antes de la formación de Lituania como estado, Samogitia estuvo gobernada por caudillos nobles locales. Las crónicas mencionan a dos duques de la Samogitia en 1219 como signatarios de un tratado con la Volinia. Tras la formación del Gran Ducado de Lituania, Samogitia se convirtió en territorio vasallo aunque la influencia del poder central fue limitada; durante el gobierno de Mindaugas los samogitios prosiguieron con su beligerancia contra los cruzados de la Orden Livona y los caballeros teutónicos, aun cuando Mindaugas había firmado un tratado de paz.
Durante dos siglos Samogitia frenó la expansión de la Orden Teutónica, derrotando los samogitios a los Hermanos Livonios de la Espada en la batalla de Šiauliai o la batalla del Sol en 1236, la batalla de Skuodas en 1259 y la batalla de Durbe en 1260. Dentro del contexto de las feroces luchas emprendidas por los invasores caballeros teutónicos, los dirigentes lituanos Jogaila y Vitautas cedieron a los teutónicos feudos en la Samogitia en 1382, 1398 y 1404. Sin embargo, la orden teutónica nunca llegó a controlar completamente el territorio, y los samogitios siguieron rebelándose en 1401 y 1409. Tras la derrota de los cruzados en la batalla de Grunwald en 1410 y en las guerras siguientes, la Orden Teutónica cedió en 1422 Samogitia al Gran Ducado de Lituania.

### Historia reciente
En 1857 los samogitios lituanos declaraban tener raíces culturales propias y, durante el Gobierno de Kaunas (1843-1915), 444,921 personas declararon que el samogitiano era su lengua materna en 1897. Actualmente Lituania no reconoce a los samogitianos como una nacionalidad ya que el estado no les considera como etnia.
Aunque los samogitios son un grupo étnico diferenciado principalmente por su lengua respecto al resto de los lituanos, se consideran ciudadanos lituanos «por excelencia» y hablan igualmente la lengua nacional, así como alguna de las tres variantes de samogitiano que, aunque Lituania considera dialecto, debido a la poca transparencia y baja inteligibilidad para el resto de lituanos, bien podría considerarse como idioma propio.